# 突撃!パッパラ隊
『突撃!パッパラ隊』（とつげき!パッパラたい）は、松沢夏樹による日本の漫画作品。『月刊少年ガンガン』（エニックス）にて、1991年4月号から2000年8月号まで全144話が連載された。単行本はエニックスより全18巻、一迅社より新装版全18巻が刊行されている。
本項目では、1998年に制作された本作品のテレビアニメ、並びに本作品の続編である『逆襲!パッパラ隊』（ぎゃくしゅう!パッパラたい）についても、併せて詳述するものとする。

## 概要

### 突撃!パッパラ隊
鉄砲で撃たれても死ぬことのない不死身の主人公・水島は、「死神」と呼ばれ恐れられていた。そんな彼は、最も死に近いとされている「地の果て最前線」「地獄の最強部隊」こと「パッパラ隊」に配属になった。だがその部隊の正体は、実は遊んでばかりのオキラク部隊であった。生真面目な性分からこの隊を嫌う水島だったが、ランコやとびかげ等との出会いもあり、少しずつ現状が変わって行く…訳も無く、今日も彼はランコ達にイジられるのであった。
物語はOPERATION：1からOPERATION：38までが『第1部』、OPERATION：39からOPERATION：108までが『第2部（シュバルツ・ラント編、作者曰く疾風怒濤編）』、OPERATION：109からOPERATION：125までが『第3部（パッパラアカデミー編）』、OPERATION：126からFINAL OPERATIONまでが『第4部（未来編）』と大別され、時期によってギャグの質などにも変化がある。
しっとマスクや少女漫画家志望の隊長など、インパクトのあるキャラクターが続出し、作者自身もスイカ頭のカレー好きとして作中に登場する。
コミックスの冒頭には、「これまでの戦禍!?」として前巻までのあらすじが描かれるが、パッパラ隊が地形が変わるくらいの破壊を巻き起こすため、毎巻違う地形が描かれている。

### 逆襲!パッパラ隊
一迅社刊『月刊ComicREX』にて、2006年7月号から2011年3月号まで全62+1話が連載された。単行本は全8巻が刊行されている。
前作からはキャラも舞台も一新という体裁を取っている一方、作者の公式サイトでは『突撃!パッパラ隊』の続編であると記載している。時代設定は前作から約200年後であり、同作品におけるパッパラ隊は、スットン強帝国への反乱軍として位置づけられている。前作から引き続き登場するキャラクターは、2009年11月現時点ではとびかげ・しっとマスク・桜花のみだが、メインキャラには前作のキャラと同じ名字の者も多い。
同作品の第6話に登場した、「ほんのおちゃっぴい」から革命闘争によりスットン強帝国を打ち建てた「5人の姉妹」は、前作の最終回に登場した水島とランコの娘達に酷似しているが、その詳細については作中では言及されていない。水島とランコの娘達については、前作終了後にも作者インタビューにおいて、「今後、この続編を描く予定は?」という質問に対して、「もう十分描いたので、もし、描くとしても、パラレルワールドとかですかね。『第2部』からのパラレルワールドで、本編とは違い恋心を抱いてないマーテルが、ミラルカを裏切り、発明品を駆使して、後光院家を乗っ取る話とか描いてみたいですね。あ!そのパラレルワールドの未来とかでもいいですね。女装した水島に惚れて、本編でも使用していた相手を惚れさせる装置で、水島と両思いとなって、本編でも使用していた性別を逆転する薬で、完全に女にした上で、結ばれるとか…ダメですかね?」との構想がある旨を明かしているが、その構想との関連についても2021年現在公式な言及はなされていない。

## テレビアニメ
1998年10月3日から1999年3月27日まで、テレビ東京系列各局にて、毎週土曜8:00 - 8:30（JST）に全25話が放送された。本来、銃撃戦や過激なノリのギャグが売りの本作品であるが、アニメ化に際してはキー局のテレビ東京の規制との兼ね合いや放送時間帯などを考慮し、内容にも大幅な修正が加えられている。
テレビ東京系列の土曜8時台前半は、1990年代中頃よりテレビ愛知の制作枠として定着していたが、同作品においても引き続き番組制作に参加。同作品終了後も2021年現在に至るまで、同時間帯が子供向け番組枠として位置付けられる契機ともなった。

### 声の出演
- 水島（伊藤健太郎）
- ランコ（松井菜桜子）
- マイ（菊地祥子）
- とびかげ（上田恭司）
- 轟天（石川和之）
- 白鳥沢（大塚周夫）
- 水島の父（肝付兼太）
- 宮本（古田信幸）
- 海岸（及川聡）
- 杉野（清水厚男）
- リンダ（有川美保）
- 江口夏海（水谷優子）
- サンチョス（野沢雅子）
- アルマ（小野功）
- 桜花（佐藤裕美）
- ギル（荻原秀樹）
- ガズ（貝塚敦）
- シャティ（貝塚珠美）

- ジン（吉永友美）
- 水島明子（野沢雅子）
- 宮原（小和田貢平）
- わたし（元山留美子）
- 蘭十郎（宝亀克寿）
- 三太夫（土井俊明）
- いずみ（菊地祥子）
- スマイリー（清水厚男）
- 田中（新井隆）
- ワタル（福原幸子）
- ミラルカ（吉田小百合）
- マーテル（山口勝平）
- X-ハト（野沢雅子）
- スミノフ（新井隆）
- 宮本の父（小和田貢平）
- シルヴィー（水野潤子）
- レイ（堀越真己）
- サトル（福原幸子）

### スタッフ
- 原作・キャラクター原案 - 松沢夏樹（エニックス「ガンガンコミックス」刊）
- 監督 - 前島健一
- 監修 - 出﨑哲
- シリーズ構成 - 小出一巳、末永光代
- キャラクターデザイン・総作画監督 - 小林ゆかり
- メカデザイン - うみこなみ
- 美術監督 - 脇威志
- 美術設定 - 佐藤正浩
- 色彩設定 - 小林恵
- 撮影監督 - 神山茂男
- 編集 - 船見康恵、伊東東平
- 音響監督 -肝付兼太、藤山房伸（第1話〜第5話）、山田太平（第6話〜）
- 音響演出 - 藤山房伸（第21話）
- 選曲 - 東上別符精
- 音響プロデューサー - 山田太平
- 音響制作 - ムービーテレビジョン（現・ブロードメディア）
- 音楽 - 増田隆宣
- 音楽プロデューサー - 宮住俊介
- 企画：柳沢隆行、谷田貝亘介
- 企画協力：日本経済広告社
- プロデューサー - 沖本行克、出崎哲、菅野哲夫
- アニメーション制作プロデューサー - 松崎義之
- 制作 - テレビ愛知、SOFTX、マジックバス

### 主題歌
オープニングテーマ「ギザギザMAKE A MOTION」
作詞・作曲 - 永井真人 / 編曲 - 増田隆宣 / 歌 - Misty（ソニーレコード）
エンディングテーマ「Wanna Wanna」
作詞 - 藤林聖子 / 作曲・編曲 - 永井真人 / 歌 - Misty（ソニーレコード）

### 各話リスト
| 話 | 放送日         | サブタイトル                                                           | 脚本              | 絵コンテ     | 演出       | 作画監督            | 収録VHS |
| -- | -------------- | ---------------------------------------------------------------------- | ----------------- | ------------ | ---------- | ------------------- | ------- |
| 1  | 1998年 10月3日 | 不死身のアイツにダイナマイトでおちゃっぴー♡                            | 小出一巳 末永光代 | 前島健一     | 真野玲     | 小林ゆかり          | VOL.1   |
| 2  | 10月10日       | スットン・マフィアに愛のトラップを♡                                    | 市川卓            | 青木雄三     | 伊達勇登   | 阿部和彦            | VOL.1   |
| 3  | 10月17日       | なまいき女隊長は恋のライバル♡                                          | 小出一巳 末永光代 | 前島健一     | 酒井伸次   | 森中正春            | VOL.1   |
| 4  | 10月24日       | 渚のハイカラ将軍は美女がお好き♡                                        | 土屋理敬          | 前島健一     | 御厨恭輔   | 李鐘玄              | VOL.1   |
| 5  | 10月31日       | セーラー美少女は十万馬力の恋がたき♡                                    | 土屋理敬          | 前島健一     | 岡嶋国敏   | 下坂英男            | VOL.2   |
| 6  | 11月7日        | 乙女の戦い! 花の都で大決戦♡                                            | 植田浩二          | 四分一節子   | 熨斗谷充孝 | 竹上貴雄            | VOL.2   |
| 7  | 11月14日       | 非情の罠! ドラグネットは破滅の使者♡                                    | 植田浩二          | 日色如夏     | 日色如夏   | 八凪哲              | VOL.2   |
| 8  | 11月21日       | 美人お姉さんは恐怖の訪問者♡                                            | 末永光代          | えがみきよし | 酒井伸次   | 森中正春            | VOL.2   |
| 9  | 11月28日       | とびかげちゃんは秘密がいっぱいデンジャラス♡ + 白鳥沢の野望             | 近藤真智子        | 高橋滋春     | 花井信也   | 森中正春            | VOL.3   |
| 10 | 12月5日        | ランコちゃんのキケンでパニック里帰り♡                                  | 末永光代          | 岡嶋国敏     | 岡嶋国敏   | 小田仁              | VOL.3   |
| 11 | 12月12日       | ドラグネットの逆襲! パッパラ祭は嵐の予感!?                             | 市川卓            | えがみきよし | 土屋浩幸   | 大坪雪麿            | VOL.3   |
| 12 | 12月19日       | クリスマスの秘密指令はハッピー・デート♡                                | 土屋理敬          | 青木雄三     | 熨斗谷充孝 | 鈴木伸一            | VOL.3   |
| 13 | 12月26日       | 水島クンはキュートで華麗なプリティ・ウーマン♡                          | 市川卓            | 小田原男     | 高橋滋春   | 森中正春            | VOL.4   |
| 14 | 1999年 1月9日  | 気まぐれお嬢様は宇宙よりの使者♡                                        | 植田浩二          | 富永恒雄     | 花井信也   | 森中正春            | VOL.4   |
| 15 | 1月16日        | トライアングル・デートはWanna Wanna[ワナワナ]ジェラシー・エモーション♡ | 植田浩二          | 日色如夏     | 日色如夏   | 八凪哲              | VOL.4   |
| 16 | 1月23日        | 真冬の怪談!? ホラー・ハウスでスリルな一夜を♡                           | 土屋理敬          | 岡嶋国敏     | 岡嶋国敏   | 小田仁              | VOL.4   |
| 17 | 1月30日        | ドラグネット最終指令! 狙われた花嫁♡                                    | 市川卓            | えがみきよし | 土屋浩幸   | 大坪幸麿            | VOL.5   |
| 18 | 2月6日         | 恋のラビリンスはクラッシュハートなデンジャーゾーン♡                    | 植田浩二          | 高橋滋春     | 高橋滋春   | 鈴木伸一            | VOL.5   |
| 19 | 2月13日        | 愛のカウントダウン! バレンタインは危機100発♡                           | 市川卓            | 日色如夏     | 日色如夏   | 八凪哲              | VOL.5   |
| 20 | 2月20日        | 神秘の海でみんなで人魚でおちゃっぴー♡                                  | 土屋理敬          | 青木雄三     | 花井信也   | 森中正春            | VOL.5   |
| 21 | 2月27日        | 乙女の戦いPART2 海の孤島で灼熱バトル♡                                  | 植田浩二          | えがみきよし | 熨斗谷充孝 | 小林ゆかり          | VOL.6   |
| 22 | 3月6日         | さよならマイちゃん!? ウイルスバスターズでミクロの大追跡♡               | 土屋理敬          | 小田原男     | 前島健一   | 小柴さくら 山本径子 | VOL.6   |
| 23 | 3月13日        | 湯けむり美人いずみちゃんキッスで温泉バトル♡                            | 市川卓            | 岡嶋国敏     | 土屋浩幸   | 柳瀬雄之            | VOL.6   |
| 24 | 3月20日        | ランコVS水島 愛と哀しみの最終決戦ラスト・バトル!?                      | 植田浩二          | 高橋滋春     | 高橋滋春   | 八凪哲              | VOL.6   |
| 25 | 3月27日        | 地球消滅!? 愛と別れのカウントダウン!                                   | 土屋理敬          | 前島健一     | 前島健一   | 小林ゆかり          | VOL.6   |

| テレビ愛知制作・テレビ東京系列 土曜8:00 - 8:30          | テレビ愛知制作・テレビ東京系列 土曜8:00 - 8:30                              | テレビ愛知制作・テレビ東京系列 土曜8:00 - 8:30 |
| 前番組                                                  | 番組名                                                                      | 次番組                                         |
| ------------------------------------------------------- | --------------------------------------------------------------------------- | ---------------------------------------------- |
| 堀場雅夫のこころはベンチャー （1997年10月 - 1998年9月） | 突撃!パッパラ隊 （1998年10月3日 - 1999年3月27日） - ※本番組よりテレビアニメ | 神八剣伝 （1999年4月3日 - 9月25日）            |

## ドラマCD
スタッフ
- 原作 - 松沢夏樹
- 脚本 - 山下久仁明
- 演出 - 早瀬博雪
- 音楽 - 水野久興

声の出演
- 水島一純（神奈延年）
- ランコ（林原めぐみ）
- とびかげ（安西正弘）
- 白鳥沢愛（玄田哲章）
- 桜花（かないみか）
- 牧野マイ（久川綾）
- 宮本隊員（二又一成）
- 轟天号（園部啓一）
- 敵隊員（柏倉つとむ）

## ゲームソフト
突撃!パッパラ隊
J・ウイングより2000年3月9日に発売されたゲームボーイ用ソフト。シューティングゲームのミニゲーム集となっている。
原作では構成や独特の間で評価を受けていたギャグは、同作品ではゲーム内に安易な転載をされたため真価が発揮できておらず、自キャラが大きすぎて敵弾を避けづらいなど大味なゲームバランスとなっている。さらに笑っている表情で怒ったセリフが出されるなど、セリフと表情がシンクできていない。以上の問題点から「ダメキャラゲー」という評価を受けている。